# Клаич, Нада
Нада Клаич (хорв. Nada Klaić; 21 июля 1920, Загреб — 2 августа 1988, там же) — хорватский историк и медиевистка XX века, внучка Векослава Клаича. Существенная часть её научного наследия посвящена критике средневековых источников.

## Научная карьера
Нада Клаич окончила философский факультет Загребского университета, где потом преподавала в течение 45 лет, начав свою преподавательскую и научную работу в 1943 году на кафедре истории этого факультета и став в 1969 году профессором средневековой истории Хорватии. Этот пост она занимала до своей смерти в 1988 году.
Начиная с 1946 года, когда Нада получила степень доктора, защитив диссертацию «Политический и общественный строй Славонии при Арпадах», она несколько десятилетий занималась исследованием средневековой истории Хорватии. Клаич собирала выводы своих развёрнутых аналитических расследований, обнародовала в журналах и изданиях научных учреждений, а также монографиях и научных исследованиях по истории Хорватии.

## Исторические исследования
Она исследовала период от прихода славян (см. Великое переселение народов) до XIX века. Под ранним влиянием М. Баради, Л. Гауптмана, Б. Графенауэра и Я. Шидака вносила свой вклад в хорватскую медиевистику, писала статьи на темы социальной истории. Книга «История народов Югославии ІІ» (1959) включает её всеобъемлющий обзор истории Хорватии раннего нового времени, включающий элементы экономической и социальной истории.
Особое внимание уделяла истории городов, о чём свидетельствуют несколько её исследований и книг: «Задар в средние века до 1409 года» (с Иво Петричоли, 1976), «Загреб в средние века» (1982), «Заметки о Вуковаре в средние века» (1983), «Трогир в средние века: публичная жизнь города и его жителей» (1985), «Копривница в средние века» (1987).
Нада — автор многочисленных трудов о беспорядках и общественных конфликтах, которые собрала в книге «Общественные потрясения и мятежи в Хорватии в XVI и XVII веках» (1976). Роль конкретных вельмож описала в книгах «Последние князья Цельские в землях короны Святого Иштвана» (1982) и «Медведград и его владельцы» (1987).
Великая часть её наработок — это разбор и обнародование исторических источников. Полагаясь частично на вклад историков, она проанализировала весь хорватский дипломатический материал раннего средневековья («Дипломатический анализ документов эпохи правителей Хорватии местного происхождения», 1965, 1966–67), поставив под вопрос его подлинность. Наряду с анонимной сплитской летописью под названием «Historia Salonitana maior» (1967) Клаич опубликовала ряд источников, переведённых с латыни для использования студентами («Источники по хорватской истории до 1526 года», 1972).
Она представила всеобъемлющую и оригинальную концепцию раннесредневекового развития хорватских земель в книге «История хорватов в раннем средневековье» (1971), а также собрала свои работы о ряде проблем более позднего периода в книге «История хорватов в высоком средневековье» (1976). Уже после её смерти увидели свет её книги: «Средневековая Босния: Политическое положение боснийских правителей до коронования Твртко 1377 года» (1989) и «История хорватов в средневековье» (1990).

## Влияние
Клаич была одной из самых важных хорватских и югославских медиевистов XX века. К её достижениям относятся инновационный и современный подход к истории Хорватии (особенно по отношению к средневековью), который помог освободить историю от романтического национализма XIX века, и переоценка более старых исторических источников. Однако существенная часть её взглядов и выводов противоречива, а её труд вызвал бурные реакции в историографии. Как пример можно привести её вывод, что документ «Pacta conventa» — это подделка, вероятно, созданная в XIV веке, её «отсутствие мысли» по поводу «вопроса о 1102 годе» в статье 1959 года, что ведёт к спору с более ранним трудом по этому вопросу хорватского писателя Мандича, и её взгляд на хорватское переселение и древнюю родину в VII веке, а также другие темы ранней хорватской истории.
Клаич крайне критически относилась к работе некоторых ученых, например, Фердо Шишича (которую она оставляла без внимания из-за слабого анализа) или Л. Гауптмана (по поводу тезиса о миграции хорватов из Белой Хорватии и ирано-кавказской теории происхождения ранних хорватов). Её непоколебимые предположения о происхождении и ранней родине хорватов опирались на тезис Маргетича, согласно которому хорваты прибыли в Далмацию в конце VIII или начале IX века, хоча Маргетич подчёркивал, что это лишь предположение, которое впоследствии он отверг. Особенно влияли на её точку зрения произвольные соображения по поводу славян немецких и австрийских учёных Г. Кунстмана, Й. Геррмана, Р. Вернера и О. Кронштайнера.
Клаич заявляла, что не было славянской миграции с севера на юг, а скорее с юга на север, поскольку славяне были коренными на Балканах, поэтому не было переселения так называемых «белых хорватов» из Белой Хорватии в Карантанию. Она поддерживала тезис Г. Кунстмана о том, что славяне не имели собственных племенных имён, а их имена следует выводить из иллирийской, греческой и византийской культурных сред. Она считала, что хорватами звали славян Аварского каганата, которым управляли авары, и таким образом твёрдо верила, что хорватская государственная организация и титули «жупан» и «бан» были аварского происхождения. Она думала, что обнаруженные могилы начала IX века принадлежали аварам, а не хорватам и что авары жили в Далмации.
Этот и другие взгляды, такие как готское административное происхождение Либурнии и существование аварских «жупанийской Либурнии», «банской Либурнии» и «жупанийской Истрии», а также её постоянные размышления о некомпетентности археологов при отсутствии доказательств её теорий были подвергнуты критике и отклонены такими современными учёными как Н. Будак и П. Штих из-за недостатка надёжных доказательств и источников. Мирослав Брандт раскритиковал Клаич как протеже социалистической Югославии в её подходе к хорватской историографии.

## Труды
- Političko i društveno uređenje Slavonije za Arpadovića (Политический и общественный строй Славонии при Арпадах, 1946)
- Текст в сборнике Historija naroda Jugoslavije II (История народов Югославии ІІ, 1959)
- Diplomatička analiza isprava iz doba hrvatskih narodnih vladara (Дипломатический анализ документов эпохи правителей Хорватии местного происхождения, 1965, 1966–67)
- Povijest Hrvata u ranom srednjem vijeku (История хорватов в раннем средневековье, 1971)
- Povijest Hrvata u razvijenom srednjem vijeku (История хорватов в высоком средневековье, 1976)
- Društvena previranja i bune u Hrvatskoj u XVI i XVII stoljeću (Общественные потрясения и мятежи в Хорватии в XVI и XVII веках, 1976)
- Zadar u srednjem vijeku do 1409. (Задар в средние века до 1409 года, 1976)
- Zagreb u srednjem vijeku (Загреб в средние века, 1982)
- Zadnji knezi Celjski v deželah Sv. Krone (на словенском языке, Последние князья Цельские в землях короны Святого Иштвана, 1982)
- Crtice o Vukovaru u srednjem vijeku (Заметки о Вуковаре в средние века, 1983)
- Trogir u srednjem vijeku: javni život grada i njegovih ljudi (Трогир в средние века: публичная жизнь города и его жителей, 1985)
- Koprivnica u srednjem vijeku (Копривница в средние века, 1987)
- Medvedgrad i njegovi gospodari (Медведград и его владельцы, 1987)

Опубликовано посмертно:
- Srednjovjekovna Bosna: politički položaj bosanskih vladara do Tvrtkove krunidbe, 1377. g. (Средневековая Босния: Политическое положение боснийских правителей до коронования Твртко в 1377 году, 1989)
- Povijest Hrvata u srednjem vijeku (История хорватов в средневековье, 1990)

## Переводы
С латыни на хорватский язык:
- Historia Salonitana maior (1967)
- Izvori za hrvatsku povijest do 1526. godine («Источники по хорватской истории до 1526 года», 1972)